# Jimmy Kimmel Live!
Jimmy Kimmel Live! là một chương trình tọa đàm ban đêm của Mỹ, được sáng lập, dẫn chương trình bởi Jimmy Kimmel, và phát sóng trên kênh ABC. Chương trình kéo dài hàng giờ hàng đêm đã ra mắt vào ngày 26 tháng 1 năm 2003 tại Hollywood Masonic Temple ở Hollywood, California như một phần của chương trình dẫn đầu của ABC cho Super Bowl XXXVII. Jimmy Kimmel Live! được sản xuất bởi Jackhole Productions kết hợp với ABC Studios. Được phát sóng dài hơn gấp đôi so với The Dick Cavett Show (1969-1975) hoặc Politically Incorrect (1997-2002), đây là chương trình tọa đàm ban đêm có thâm niên dài nhất trên truyền hình.

## Tổng quát
Trong vòng mười năm đầu tiên, chương trình này được phát sóng vào lúc nửa đêm hoặc 12:05 sáng, sau đó chuyển sang 11:35 tối theo múi giờ miền Đông kể từ ngày 8 tháng 1 năm 2013 để cạnh tranh trực tiếp hơn với The Tonight Show with Jay Leno và Late Show with David Letterman và đẩy chương trình tin tức hàng đêm ABC Nightline sang 12:37 sáng theo múi giờ miền Đông. Sau những lần nghỉ hưu tiếp theo của Leno vào tháng 2 năm 2014, Letterman vào tháng 5 năm 2015 và Jon Stewart vào tháng 8 năm 2015, Kimmel đã trở thành người dẫn chương trình có thâm niên lâu thứ ba trên mạng lưới truyền hình đêm, chỉ sau Conan O'Brien và Bill Maher.
Trái ngược với tên gọi, Jimmy Kimmel Live! đã không thường xuyên được phát sóng trực tiếp từ năm 2004; thay vào đó, các tập được quay vào 5 giờ chiều Giờ Thái Bình Dương vào ngày phát sóng. Thỉnh thoảng, chương trình phát sóng một phiên bản trực tiếp đặc biệt, thường là sau các sự kiện lớn như lễ trao giải Oscars (ngoại trừ những năm mà Kimmel đã tổ chức buổi lễ trực tiếp) và bốn đến bảy tập phim dài với một số chủ đề bóng rổ dưới tiêu đề Jimmy Kimmel Game Night phát sóng vào thời kỳ nguyên thủy kéo theo việc đưa tin về trận Chung kết NBA vào tháng 6 hàng năm của ABC. Cho đến năm 2009, các tập mới phát sóng năm đêm một tuần; từ năm 2009 đến 2012, tập ngày thứ Sáu là một phát sóng lại của một tập gần đây. Bắt đầu với từ tháng 1 năm 2013, tập vào ngày thứ Sáu đã được đổi tên thành Jimmy Kimmel Live! This Week, chiếu những nội dung nổi bật suốt toàn bộ chương trình trong tuần. Tuy nhiên, chương trình đã quay trở lại để phát sóng lại một tập gần đây vào thứ Sáu, mặc dù các sự kiện hiện tại cho phép các tập thứ sáu thường xuyên.
Vào ngày 14 tháng 4 năm 2009, sau khi bị xoay đài vào tháng Ba, chương trình bắt đầu phát sóng ở độ phân giải cao 720p.
Vào ngày 1 tháng 4 năm 2019, Jimmy Kimmel Live! được phát sóng như một ngôi nhà thứ cấp tại Nhà hát Zappos ở Paradise, Nevada, vùng ngoại ô Las Vegas, nơi Kimmel lớn lên ở Thung lũng Las Vegas và tốt nghiệp tại Trường Trung học Ed W. Clark. Ông đã theo học Đại học Nevada, Las Vegas (UNLV) và không tốt nghiệp.
Vào ngày 15 tháng 8 năm 2019, ABC và chương trình đã bị phạt 395.000 đô la thông qua một thỏa thuận của Ủy ban Truyền thông Liên bang (FCC) vì lạm dụng giai điệu của Hệ thống cảnh báo khẩn cấp (EAS) vào trong tập ngày 3 tháng 10 năm 2018.
Vào tháng 5 năm 2019, Kimmel và ABC đã đồng ý gia hạn hợp đồng của mình để dẫn chương trình cho đến năm 2022, đó sẽ là mùa thứ hai mươi của chương trình.
Vào ngày 16 tháng 3, chương trình đã phải ngừng sản xuất do đại dịch COVID-19. Kể từ ngày 30 tháng 3 năm 2020, chương trình đã được sản xuất ngay tại nhà của Kimmel. Bắt đầu với các tập mới vào ngày 30 tháng 3, chương trình được phát sóng lúc 12:05 sáng hoán đổi thời gian và Nightline chuyển sang 11:35 tối. Kimmel trở lại thời gian 11:35 bắt đầu từ ngày 13 tháng 4, nhưng các tập hiện chỉ dài 30 phút (Nightline phát sóng lúc 12:05 sáng, sau đó là một bản encore của nhà Kimmel sản xuất chương trình 30 phút lúc 12:35 sáng).

## Lịch sử
Chương trình lên sóng vào ngày 26 tháng 1 năm 2003, thay thế Politically Incorrent; ABC ban đầu dự định sẽ cho Jon Stewart chương trình đêm muộn của riêng mình sau Nightline, nhưng Kimmel đã được chọn thay thế. Chương trình, được tổ chức sớm bởi một cơ quan liên kết ABC đang thực hiện các hợp đồng cung cấp hiện có cho các bộ phim sitcom tin tức sau địa phương và các tạp chí giải trí và do đó trì hoãn chương trình (và làm cho tiêu đề "Live!" Hơi bị nhầm lẫn). Chương trình ra mắt nhưng tụt xếp hạng của chương trình Late Show with David Letterman,The Tonight Show with Jay Leno, late night with Conan O'Brien và The late late show with Craig Kilborn, nhưng dần dần tăng lên trong xếp hạng vào năm 2004 và trở thành một đối thủ cạnh tranh khá mạnh khoảng một nửa khán giả của chương trình The Tonight Show with Jay Leno.
Jimmy Kimmel Live! là nỗ lực đầu tiên của ABC tại một chương trình tọa đàm ban đêm truyền thống kể từ khi nỗ lực hồi sinh The Dick Cavett Show vào những năm 1980. ABC trước đó đã cố gắng cạnh tranh trực tiếp với chương trình Tonight Show của NBC với sự tham gia của Johnny Carson trong những năm 1960 và 1970 với The Les Crane Show, đây là một chương trình phỏng vấn nghiêm túc hơn là giải trí nhẹ, The Joey Bishop Show (1967 đến 1969), được dẫn dắt bởi Joey Bishop, thành viên của Rat Pack, với Regis Philbin là trợ lí, Dick Cavett Show (1969-1975) dẫn bởi Dick Cavett có sự pha trộn của các nhân vật văn hóa, giải trí và trí tuệ phổ biến và được coi là cao thủ hơn Carson và thậm chí là một đoạn ngắn - đã hồi sinh trong chương trình Tonight của NBC với sự tham gia của Jack Paar dưới cái tên Jack Paar Tonite, xen kẽ nhiều tuần với Cavett vào năm 1973. Lúc Cavett là người dẫn chương trình lâu nhất và được nhớ đến nhiều nhất trong những nỗ lực này, không ai đe dọa nghiêm trọng đến sự thống trị của Tonight Show. Tuy nhiên, loạt Nightline dài của ABC được công chiếu vào năm 1979 trong cuộc khủng hoảng con tin ở Iran và tiếp tục vào lúc 11:30 cho đến năm 2013 đã có thể cạnh tranh với Tonight Show, tuy nhiên, đặc biệt là vào những ngày có các sự kiện tin tức lớn hoặc khủng hoảng đang diễn ra. Sự tăng trưởng và phát triển của thời sự truyền hình cáp và sự xuất hiện của Internet với tin tức cập nhật 24 đã áp đảo Nightline. Kết quả là vào năm 2012, Nightline đã thay đổi lịch trình của ABC với Jimmy Kimmel Live!. Vào đầu năm 2019, khi thỏa thuận liên kết mới nhất của đài Hearst cho các chi nhánh ABC của họ khởi động và buộc họ phải từ bỏ khả năng trì hoãn chương trình để mở rộng chương trình tin tức địa phương hoặc chương trình cung cấp, chương trình hiện phát sóng trên mạng trên hầu hết các đài lúc 11:35 tối giờ Miền Đông/10:35 tối giờ miền Trung.
Trái ngược với tên tuổi, chương trình đã không thường xuyên được phát sóng trực tiếp kể từ năm 2004, khi các nhà kiểm duyệt không thể kiểm duyệt chính xác một loạt các lời chửi thề từ diễn viên Thomas Jane. Đối với những đêm đặc biệt như chương trình Oscar, nó phát sóng trực tiếp, nhưng với độ trễ phát sóng vài giây.

### Tổ chức
Ban nhạc gia đình của chương trình là Cleto and the Cletones, dẫn dắt bởi nghệ sĩ saxophone Cleto Escobedo III, một người bạn thời thơ ấu của Kimmel. Các "Cletones" khác của ban nhạc là Cleto Escobedo Jr., cha của ban nhạc, chơi tenor và alto saxophone, Jeff Babko ấn bàn phím, Toshi Yanagi đánh đàn guitar, Jimmy Earl đệm bass và Jonathan Netherel gõ trống. Giống như các chương trình tọa đàm khác với các ban nhạc trực tiếp, Cleto and the Cletones chơi nhạc các chủ đề mở đầu và kết thúc chương trình và chơi trong và ngoài giờ nghỉ thương mại. (Họ thường chơi xuyên suốt toàn bộ giờ nghỉ cho khán giả trường quay.) Chủ đề mở đầu của chương trình được viết bởi Les Pierce, Jonathan Kimmel và Cleto Escobedo III và được hát bởi Robert Goulet.
Chương trình ban đầu có các khách mời đồng tổ chức mỗi tuần, những người sẽ ngồi cùng bàn với Kimmel và tham gia các tiểu phẩm và trả lời câu hỏi được đặt ra cho khách mời mỗi đêm. Chương trình cũng có người thông báo tên khách mời, cho đến khi diễn viên hài Andy Milonakis đảm nhiệm phát thanh từ cuối năm 2003 đến 2004. Anh cũng sẽ xuất hiện trong các đoạn hài cho chương trình. Sau đó, vào năm 2004, Dicky Barrett, ca sĩ của Mighty Mighty Bosstones, đảm nhiệm của chương trình phát thanh khi Bosstones đình trệ. Ban nhạc đã bắt đầu hoạt động trở lại và biểu diễn trực tiếp trên chương trình vào năm 2009.  Kể từ khi thành lập, diễn viên hài kịch độc lập Don Barris đã biểu diễn làm nền khởi động cho khán giả trong trường quay, mặc dù anh hiếm khi xuất hiện trên máy ảnh; trước khi gia nhập JKL, Barris làm nền khởi động cho The Man Show.
Francis "Uncle Frank" Potenza, người chú ngoài đời thực của Kimmel, từng là nhân viên bảo vệ cho chương trình, và xuất hiện thường xuyên trong các máy quay phim với Kimmel và các nhân viên khác của chương trình. Ông là một sĩ quan cảnh sát thành phố New York và là nhân viên bảo vệ cá nhân cho Frank Sinatra. Potenza không xuất hiện thường xuyên từ tháng 12 năm 2009 đến tháng 3 năm 2010, do bệnh tật. (Tạm thời, ông đã xuất hiện trong chương trình kỷ niệm lần thứ bảy vào ngày 26 tháng 1 năm 2010.) Tuy nhiên, sau đó ông trở lại hoạt động bán thường xuyên. Potenza qua đời vào ngày 23 tháng 8 năm 2011, ở tuổi 77. Guillermo Rodriguez là nhân viên bảo vệ bãi đậu xe cho chương trình, và thường xuyên làm phóng viên tin đồn nổi tiếng trong một phân đoạn có tên là "Guillermo's Hollywood Round-Up." Veatrice Rice là một nhân viên bảo vệ bãi đậu xe khác, làm ca của riêng mình trong chương trình cho đến khi cô qua đời vì bệnh ung thư vào ngày 21 tháng 1 năm 2009.

### Kimmel và Matt Damon
Thường xuyên vào cuối chương trình, Kimmel cảm ơn các vị khách như thường lệ, nhưng sau đó nói thêm một câu: "Lời xin lỗi của chúng tôi dành cho Matt Damon, chúng tôi đã hết thời gian." Kimmel nói với TMZ.com rằng ông nói câu này "không có lý do chính đáng nào cả", tiếp tục, "Một ngôi sao như Matt Damon sẽ không bao giờ được lên lịch để xuất hiện gần cuối chương trình, nơi anh ta có thể bị va chạm." Damon nói với tạp chí Parade rằng Kimmel nói rằng lần đầu tiên ông nói câu đó vào một thời điểm khó khăn vào cuối chương trình khi có những vị khách mời không quá nổi tiếng. Nhà sản xuất của chương trình thích trò đùa này, và Kimmel tiếp tục nói nó trong các chương trình tiếp theo để giải trí khán giả.
"Lần đầu tiên tôi gặp Jimmy là khi tôi đi làm chương trình chính. Trong một năm, anh ta đã nói, 'Tôi xin lỗi Matt Damon; chúng ta đã hết thời gian.' Khi anh ta đã đến hậu trường, và tôi hỏi anh ta câu đó nghĩa là gì. Và anh ta giống như, 'Cậu muốn biết chuyện gì đã xảy ra? Tôi đã làm một chương trình đặc biệt khập khiễng; Tôi nghĩ rằng khách của tôi là một nghệ sĩ nói tiếng bụng và một chàng trai trong bộ đồ khỉ. Chúng tôi đang làm ổn định lại, và có một tràng pháo tay vang lên trong khán giả. Tôi đã có một khoảnh khắc thấp thỏm và tôi chỉ nói, 'Tôi xin lỗi Matt Damon; chúng ta đã hết thời gian.' Nhà sản xuất của tôi đã tắt máy quay và anh ấy cười gấp đôi. Đó chỉ là sự hài hước. Không ai khác có được trò đùa này. Nhưng câu nói làm chúng tôi cười, vì vậy chúng tôi bắt đầu làm điều đó mỗi đêm. Tôi không biết tại sao tôi nói tên cậu; câu nói đó có thể là dành cho bất cứ ai."
- Matt Damon 
Vào ngày 12 tháng 9 năm 2006, Damon cuối cùng cũng lên sóng trên chương trình. Một đoạn phim mà Kimmel biểu diễn đã được trình chiếu nhiều lần và sau phần giới thiệu rất dài của Kimmel, Damon đã lên được sân khấu. Sau vài giây, Kimmel đã xin lỗi và tuyên bố rằng chương trình đã hết thời gian. Ông hỏi Damon rằng anh ta có thể trở lại vào đêm hôm sau không, Damon trả lời: "Cút đi." Damon tức giận tiếp tục nguyền rủa Kimmel trong suốt phần credit, cuối cùng đập bàn và bước ra khỏi trường quay. Trong số ra vào ngày 17 tháng 12 năm 2006 của USA Cuối tuần, Kimmel đã thừa nhận rằng sự cố Damon là một trò đùa. Trong chương trình được phát sóng vào ngày 5 tháng 6 năm 2007, Kimmel đã gửi người bạn đồng hành của mình là Guillermo đến buổi ra mắt Thirteen của Ocean để phỏng vấn Damon, mặc dù ông bắt đầu cuộc phỏng vấn, ông lại nói rằng đã hết thời gian, lúc đó Damon cho rằng Kimmel đã đem ông đến để trêu chọc. Trong tập ngày 2 tháng 8 năm 2007, Kimmel sau đó tuyên bố rằng Guillermo đang đảm nhận vai Jason Bourne, người được Damon thủ vai, cho The Bourne Ultimatum. Một đoạn clip được chiếu trong đó Guillermo đang chơi Bourne, cho đến khi Damon xuất hiện và nghĩ rằng Kimmel đang cố đá anh ta ra khỏi đoàn phim. Damon cố đuổi theo Guillermo nhưng Guillermo đã tát anh ta và nhảy qua một bức tường. Trong chương trình hậu Oscar năm 2010 của Kimmel, ông đã giới thiệu một đoạn phim có tên "Câu lạc bộ những người đàn ông đẹp trai", kết thúc bằng việc Damon nói với Kimmel, "Chúng ta đều hết thời gian rồi", sau đó bật cười khi Kimmel bị đẩy ra khỏi câu lạc bộ vì không đủ đẹp trai. Tuy nhiên, hóa ra đó là một giấc mơ, khi ông thức dậy bên cạnh Ben Affleck.
Damon là một thành viên của dàn diễn viên toàn siêu sao hạng A do Kimmel sắp đặt cho phim nhại giải Oscar 2012 của ông, đây là một đoạn giới thiệu giả cho một bộ phim bom tấn không tồn tại có tên Movie: The Movie. Damon xuất hiện ngắn gọn trong bộ đồ quả nho đầy đủ, chỉ được thông báo rằng cảnh của anh ta đã bị cắt khỏi "bộ phim" sau đó anh ta được nhìn thấy rời khỏi trường quay (như một phần của đoạn phim quảng cáo), chửi rủa Kimmel. Trong đoạn giới thiệu giả cho phần tiếp theo, 'Movie: The Movie 2', Damon lại xuất hiện như một người ngoài hành tinh đang nhai bánh sandwich chỉ để nghĩ rằng anh ta đang nhai thứ gì đó khác. Anh lại bước ra nguyền rủa Kimmel. Tuy nhiên, sau đó nó chỉ là một món đồ chơi.
Vào tháng 8 năm 2013, Guillermo đến làm xao nhãng một cuộc phỏng vấn của Matt Damon, về bộ phim sắp ra mắt Elysium của anh, bằng cách quảng bá cho bộ phim của riêng anh ta có tên "Estupido", về một người đàn ông ngu ngốc, người đang có mũi tên hướng về Matt Damon. Vào cuối cuộc phỏng vấn, Matt đã gỡ bỏ tấm áp phích, tiết lộ ở phía bên kia tên của một bộ phim Guillermo khác có tên "Ass Face", cũng với một mũi tên chỉ về phía Matt. Matt chỉ trích Guillermo đã hành động theo lệnh của Kimmel và, đối diện với máy ảnh, bắt đầu nói "anh...", lúc đó, nó cắt ngang với quảng cáo của Guillermo, kết thúc với khuôn mặt của Matt biến thành mông.
Trong chương trình đặc biệt hậu Oscar năm 2016 của Kimmel, Ben Affleck đã mặc một chiếc áo khoác rất lớn lên trường quay, và Damon trồi ra từ chiếc áo khoác trong cuộc phỏng vấn. Tuy nhiên, anh ta đã bị Kimmel nổi giận, sau đó chuyển sang phỏng vấn Affleck. Sau đó, Damon xuất hiện trong bản phác thảo về bộ phim mà Affleck đóng vai chính, Batman v Superman: Dawn of Justice, đảm nhiệm vai trò phi hành gia Mark Watney.
Khi Kimmel tổ chức lễ trao giải Oscar lần thứ 89 vào ngày 26 tháng 2 năm 2017, ông đã nối lại mối thù với Damon, lần đầu tiên trong một tiểu phẩm chỉ trích gay gắt bộ phim của Damon, We Bought a Zoo, người phát thanh viên giới thiệu anh ta chỉ là "khách mời" không tên của Ben Affleck, và đích thân chỉ huy dàn nhạc để chọc ghẹo anh ta trong khi Damon đang nói chuyện (trước khi công bố những người được đề cử và người chiến thắng giải thưởng). Trong một lần xuất hiện trên chương trình The Tonight Show Starring Jimmy Fallon, Damon đã ca ngợi Fallon vì quá trình mời phỏng vấn quá nhanh của mình, điều mà Kimmel chọc cười.

#### Video "I'm Fucking Matt Damon"
Trong một phân đoạn được phát sóng vào ngày 31 tháng 1 năm 2008, Sarah Silverman, bạn gái lâu năm của Kimmel đã xuất hiện trong chương trình và thông báo, qua một video âm nhạc, rằng cô đã "chịch Matt Damon". Damon sử dụng câu nói đùa của Kimmel lâu năm bằng cách nói với Kimmel ở cuối video, "Jimmy, chúng ta đã hết thời gian rồi. Lấy làm tiếc."
Vào ngày 24 tháng 2, trong chương trình hậu Oscar thứ ba của Kimmel, ông đã ra mắt video phản bác của mình bảo rằng ông đã "chịch Ben Affleck". Kimmel đã giới thiệu vở nhạc kịch đầy sao của mình bằng cách nói với Damon và thề rằng: "Cậu lấy một thứ mà tôi yêu ra khỏi vòng tay tôi, tôi sẽ lấy thứ mà cậu yêu thương từ vòng tay của cậu."  Affleck là người đồng hành đã biên kịch và diễn xuất lâu năm với Damon; cả hai lần đầu tiên trở nên nổi tiếng trong bộ phim Good Will Hunting và sau đó hợp tác tiếp ào Project Greenlight.
Ngoài Affleck, video còn có Robin Williams, Don Cheadle, Harrison Ford, William Shatner, Hynden Walch, Cameron Diaz, Christina Applegate, Benji Madden và Joel Madden từ Good Charlotte, Dicky Barrett, Christopher Mintz-Plasse, Lance Bass, Dominic Monaghan, Meat Loaf, Pete Wentz, Joan Jett, Huey Lewis, Perry Farrell, Macy Gray, Rebecca Romijn, Josh Groban, Jessica DiCicco và các ca sĩ hợp xướng không tên là ca sĩ của phòng thu âm, cùng với Brad Pitt làm người giao hàng. Đoạn video đã thu hút sự chú ý của giới truyền thông, với Kimmel nói đùa với tờ Thời báo New York rằng, "Mỗi lần như thế, Hollywood lại tập hợp chính mình vì một lý do xứng đáng."  Trong danh sách "hay nhất" cuối thập kỷ của mình, Entertainment Weekly đã đưa Damon trở thành một ngôi sao hành động ở vị trí 60 và video của Silverman ở vị trí thứ 62, viết rằng, "Bạn gái diễn viên hài nổi tiếng của một người dẫn chương trình tọa đàm thú nhận một bài hát hấp dẫn mà cô ấy đang thu hút vị trí số 60? Vâng, điều đó sẽ trở nên lan truyền nhanh đấy." 

#### Jimmy Kimmel Sucks!
Trong tập nhân kỉ niệm mười năm công chiếu vào ngày 24 tháng 1 năm 2013, Damon lên đảm nhiệm vai trò dẫn chương trình, và tên của chương trình tạm thời được đổi thành Jimmy Kimmel Sucks! Tập phim bắt đầu bằng một cảnh cho thấy Kimmel "đang chọc ghẹo" Damon, và tiếp theo đó là cảnh Damon chiếm quyền điều khiển trong chương trình, lúc này Kimmel bị trói vào một cái ghế và ở yên đó đến hết tập phim. Damon còn thay thế Guillermo với Andy Garcia và ban nhạc Cleto với Sheryl Crow, sau đó cho Robin Williams lên làm người độc thoại.
Chương trình này mời nhiều ngôi sao khác nhau, bao gồm Nicole Kidman, Gary Oldman, Amy Adams, Reese Witherspoon, Demi Moore, và Sarah Silverman, cùng với sự xuất hiện nhỏ của Ben Affleck trong phần độc thoại của Damon. Nhiều ngôi sao khác ủng hộ Damon trong việc dẫn chương trình, gồm có Jennifer Lopez, Sally Field, John Krasinski, Robert De Niro, Don Cheadle, Oprah Winfrey, và cả cha mẹ của Kimmel. Damon tiết lộ tiếp rằng Kimmel vẫn "chọc ghẹo" Damon vì ghen: một đoạn phim cho thấy những lần nhại lại không thành công của Kimmel trong các vai diễn rạp phim mà Damon đã diễn. Vào cuối tập, Damon nói đùa "Chúng ta hết thời gian" chọc Kimmel sau khi hỏi ông rằng nếu ông muốn nói thêm điều gì. Tập phim đêm đó được nhận đánh giá rất cao, và ABC đành phải chiếu lại trong khung giờ vàng vào tuần sau.